# Чиморе
Чиморе́ (ісп. Chimoré) — місто в болівійському департаменті Кочабамба.

## Географія
Чиморе розташований у північно-центральній частині країни, лежить на річці Маморе.

### Клімат
Місто знаходиться у зоні, котра характеризується кліматом тропічних саван. Найтепліший місяць — січень із середньою температурою 26.8 °C (80.2 °F). Найхолодніший місяць — липень, із середньою температурою 21.4 °С (70.5 °F).
| Клімат Чиморе           | Клімат Чиморе | Клімат Чиморе | Клімат Чиморе | Клімат Чиморе | Клімат Чиморе | Клімат Чиморе | Клімат Чиморе | Клімат Чиморе | Клімат Чиморе | Клімат Чиморе | Клімат Чиморе | Клімат Чиморе | Клімат Чиморе |
| Показник                | Січ.          | Лют.          | Бер.          | Квіт.         | Трав.         | Черв.         | Лип.          | Серп.         | Вер.          | Жовт.         | Лист.         | Груд.         | Рік           |
| Середня температура, °C | 26,8          | 26,7          | 26            | 25,2          | 23,3          | 21,6          | 21,4          | 22,6          | 24,7          | 25,9          | 26,6          | 26,7          | 24,8          |
| Норма опадів, мм        | 452.8         | 332.7         | 346.6         | 221.4         | 160           | 115.6         | 109.3         | 81.3          | 96.6          | 198.5         | 193.3         | 371.2         | 2679.3        |
| Днів з опадами          | 12,5          | 10,4          | 9,1           | 5,6           | 4,8           | 3,7           | 2,8           | 3,4           | 4,1           | 6             | 7,6           | 10,3          | 80,3          |
| Вологість повітря, %    | 75.2          | 76            | 75.2          | 74.9          | 75.3          | 75.1          | 70.6          | 65.8          | 64.6          | 67.3          | 69.3          | 73.5          | 71.9          |
| ----------------------- | ------------- | ------------- | ------------- | ------------- | ------------- | ------------- | ------------- | ------------- | ------------- | ------------- | ------------- | ------------- | ------------- |
| Джерело: Weatherbase    |               |               |               |               |               |               |               |               |               |               |               |               |               |